# Naeem Mohammed
Naeem Mohammed, född 11 november 1996, är en ghanansk fotbollsspelare som spelar för Halmstads BK. Hans främsta position är anfallare.

## Karriär
Mohammed började sin karriär i Tamale Utrecht Football Academy (TUFA) i Ghana.

### Sandvikens IF
Under 2019 gick Naeem ut på lån till Sandvikens IF som då spelade i Ettan. Han gjorde ett tillräckligt bra intryck under säsongen och Sandvikens IF värvade honom permanent efter säsongen. Han etablerade sig som en pålitlig målskytt för klubben de följande säsongerna och blev 2022 klubbens bästa målskytt och den totala bästa målskytten i Ettan med 23 mål. Då Sandvikens IF slutade tvåa i ligan fick de kvala upp till Superettan där de ställdes mot Örgryte IS som slutade på 13:e plats i Superettan. Sandviken förlorade med 3–4 sammanlagt och missade därmed uppflyttning. Däremot hade Naeems målskytte inte gått obemärkt förbi och den 14 december meddelade Halmstads BK, som nyligen gått upp i Allsvenskan, att Naeem skrivit på ett treårigt kontrakt.

### Halmstads BK
I sin debutsäsong svarade Naeem för 8 mål på 23 matcher, varav 19 var från start. Säsongen 2024 började starkt med 5 mål innan Naeem ådrog sig en korsbandsskada i juli 2024.